# IC 1101
IC 1101 je supergigantna eliptična galaksija u središtu nakupine galaksije Abell 2029 i jedna je od najvećih poznatih galaksija. Njegov se halo proteže oko 600 kiloparseka (2 milijuna svjetlosnih godina) od njegove jezgre, a ima masu od oko 100 bilijuna zvijezda. Galaksija se nalazi na 320 megaparseka (1,04 milijardi svjetlosnih godina) od Zemlje.

## Fizička obilježja
Galaksija je klasificirana kao supergiganta eliptična (E) do lentikularna (S0) i najsvjetlija je galaksija u A2029 (otuda je i druga njena oznaka A2029-BCG; BCG znači najsvjetlija galaksija klastera ). O morfološkom tipu galaksije raspravlja se zbog toga što je moguće da ima oblik ravnog diska, ali da je vidljiv samo sa Zemlje u najširijim dimenzijama. Međutim, većina lećastih galaksija su veličine u rasponu od 15 do 37 parseka (50-120 tisuća ly). 
IC 1101 spada među najveće poznate galaksije, ali u astronomskoj literaturi postoji rasprava o tome kako definirati veličinu takve galaksije. Fotografske ploče plave svjetlosti iz galaksije (zvijezde uzorkovanja isključujući difuzni halo) daju efektivni polumjer (polumjer unutar kojeg se emitira pola svjetlosti) od 65 ± 12 kpc (212 ± 39 tisuća ly ).  Galaksija ima vrlo veliki oreolo difuzne svjetlosti mnogo manjeg intenziteta koji se proteže do radijusa od 600 kpc (2 milijuna ly), a prema nekim istraživanjima moguće je da IC 1101 ima promjer od čak 6 milijuna svjetlonsih godina. Autori studije koji identificiraju halo zaključuju da je IC 1101 "vjerojatno jedna od najvećih i najsvjetlijih galaksija u svemiru". 
Kao i većina velikih galaksija, IC 1101 naseljen je starim žutim zvijezdama, od kojih su neke sedam milijardi godina starije od Sunca, a riječ je o zvijezdama bogatim metalima. U središtu ima svijetli radio izvor, koji je vjerojatno povezan s ultramasiranom crnom rupom u rasponu mase od 40 do 100 milijardi masi Sunca, jednom od najvećih poznatih crnih rupa u svemiru. 

## Otkriće
Galaksiju je 19. lipnja 1790. otkrio britanski astronom William Herschel. Katalogizirao ga je 1895. John Louis Emil Dreyer kao 101. objekt Indeksnog kataloga (IC). Pri svom otkriću identificiran je kao nejasna osobina. Nakon otkrića Edwina Hubblea iz 1932. godine da su neke od "nebuloznih karakteristika" zapravo neovisne galaksije, izvršena je naknadna analiza objekata na nebu i zato je IC 1101 utvrđen kao jedna od neovisnih galaksija.